# Plagodis floscularia
Plagodis floscularia là một loài bướm đêm trong họ Geometridae.